# Girau do Ponciano (ort)
Girau do Ponciano är en ort i Brasilien.   Den ligger i kommunen Girau do Ponciano och delstaten Alagoas, i den östra delen av landet, 1 400 km nordost om huvudstaden Brasília. Girau do Ponciano ligger 248 meter över havet och antalet invånare är 9 606.
Terrängen runt Girau do Ponciano är huvudsakligen platt. Girau do Ponciano ligger uppe på en höjd. Närmaste större samhälle är Lagoa da Canoa, 11,7 km nordost om Girau do Ponciano.
Omgivningarna runt Girau do Ponciano är huvudsakligen savann. Runt Girau do Ponciano är det ganska glesbefolkat, med 50 invånare per kvadratkilometer.